# Centaurea nigra
Centaurea nigra L.  es una especie de planta de la familia de las asteráceas.

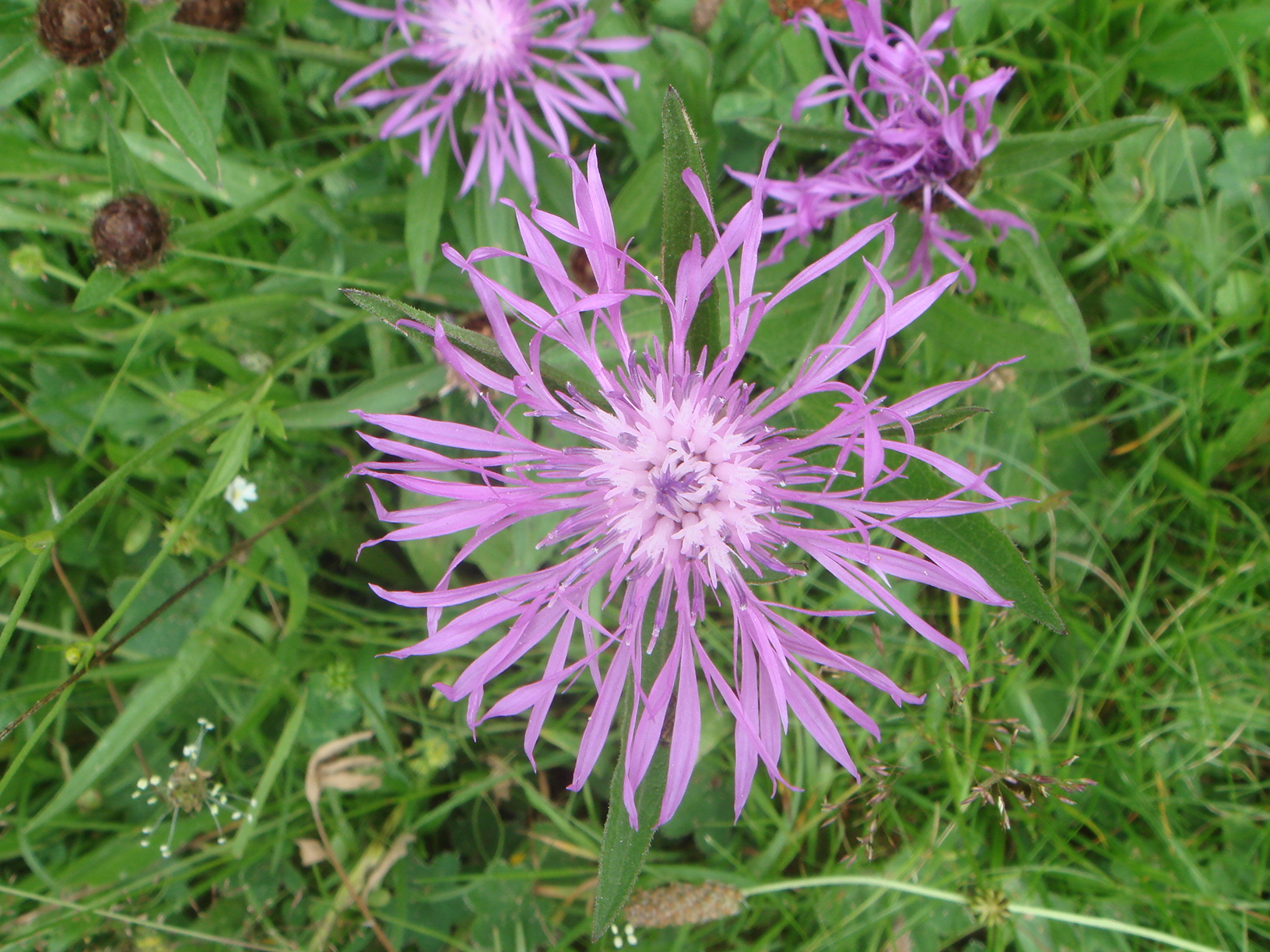
Detalle de la flor

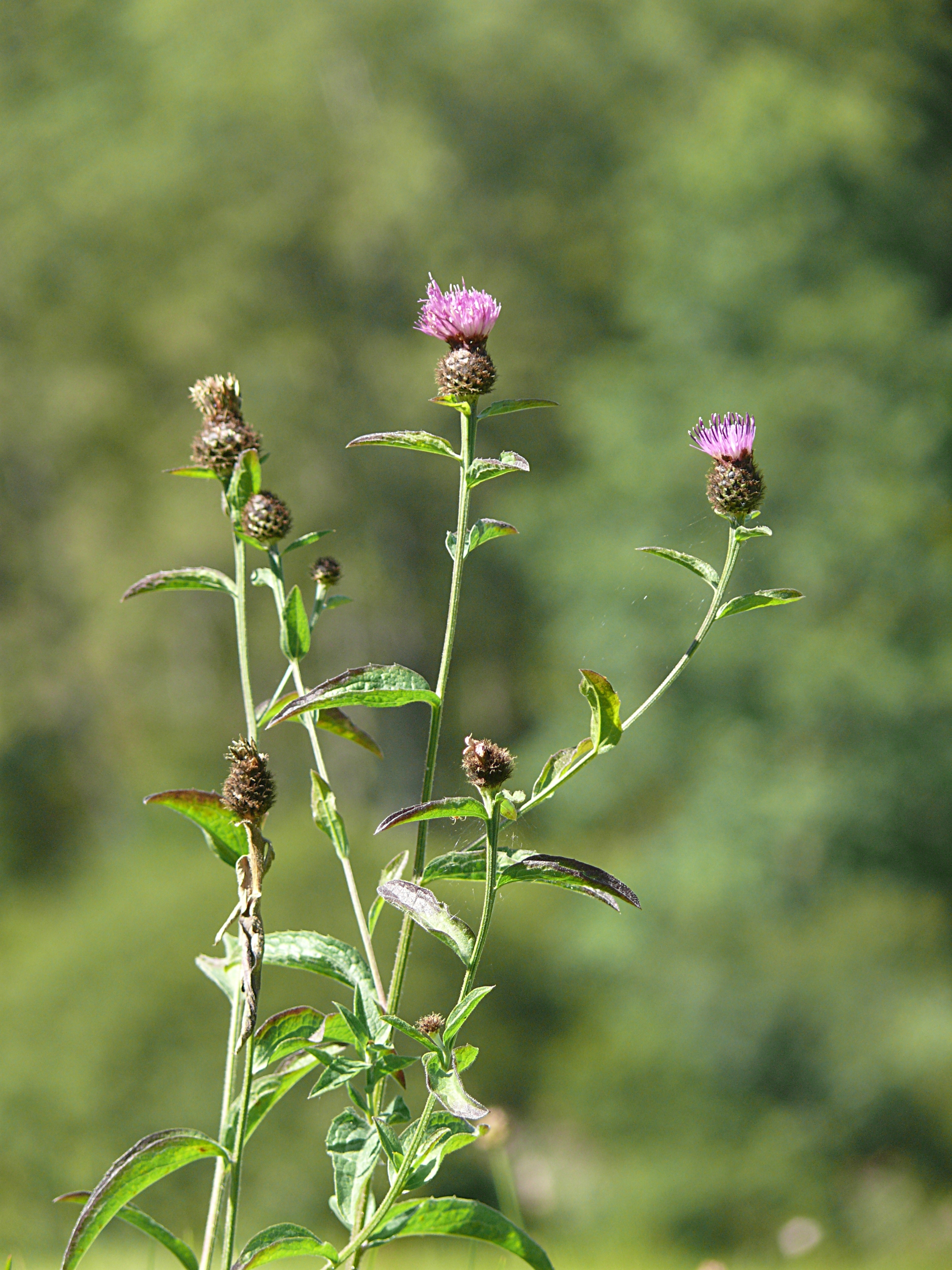
Vista de la planta

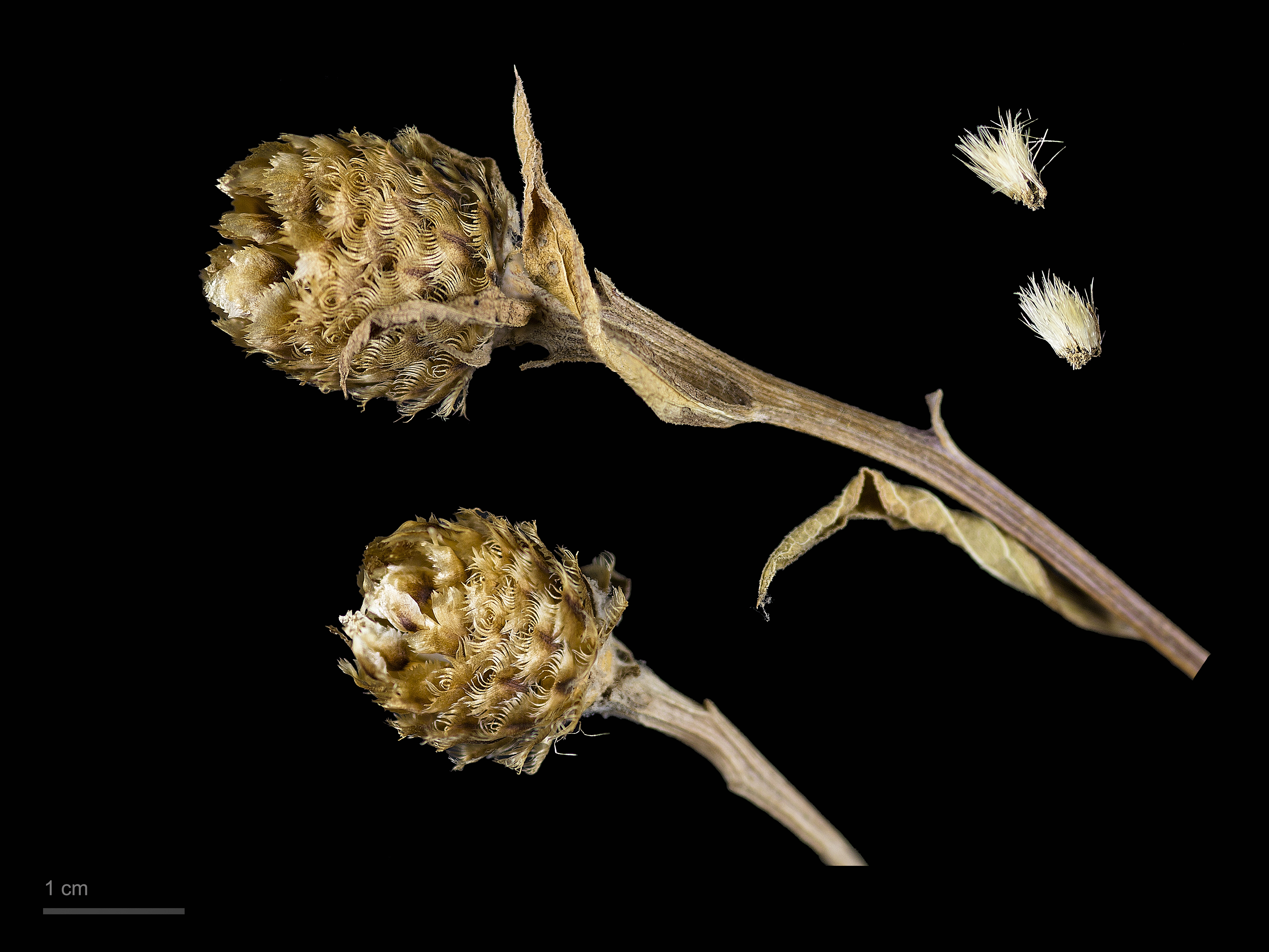
Centaurea nigra

## Caracteres
Hierba perenne por medio de rizomas. Tallos erectos de 40-100 cm de altura, inflados bajo los capítulos. Hojas alternas; las basales dentadas o ligeramente lobuladas, ovadas o lanceoladas; las del tallo enteras y lanceoladas; todas más o menos pelosas. Flores agrupadas en capítulos involucrados al final de los tallos o de las ramas de estos; involucro más o menos globoso de hasta 15 mm de diámetro; brácteas involucrales con apéndices negros o de color pardo oscuro, pectinado-fimbriados, con 14 o 16 fimbrias a cada lado; corola tubular de color púrpura; vilano presente. Fruto en aquenio comprimido de unos 3 mm de longitud.
Florece desde finales de primavera y en el verano.

## Hábitat
Bordes de arroyos y torrenteras. Prados.

## Distribución
Bélgica, Gran Bretaña, Portugal, Francia, Alemania,  Irlanda, Suiza, Holanda, España, Italia, Noruega, Suecia. Introducida en Austria, República Checa, Eslovaquia y Dinamarca.

## Propiedades
Indicaciones: se utiliza como diurético, sudorífico, tónico.

## Taxonomía
Centaurea nigra fue descrita por Carolus Linnaeus y publicado en Species Plantarum 2: 911. 1753.
Etimología
Centaurea: nombre genérico que procede del griego kentauros, hombres-caballos que conocían las propiedades de las plantas medicinales.
nigra: epíteto latíno que significa "negro".
Sinonimia
| - Centaurea jacea subsp. nigra (L.) Bonnier & Layens - Centaurea nemoralis Jord. - Centaurea austriaca Rchb. - Centaurea babingtonii Lacaita ex Hayek - Centaurea commutata Nyman - Centaurea debeauxii subsp. nemoralis (Jord.) Dostál - Centaurea dubia subsp. nigra - Centaurea fulva - Centaurea inuloides Willk. - Centaurea inuloides Fisch. ex Janka - Centaurea jacea subsp. nigra (L.) Bonnier & Layens - Centaurea leucocephala Schur - Centaurea moritziana Hegetschw. - Centaurea nervosa Rchb. ex Steud. - Centaurea nigrescens DC. - Centaurea nigricans Link ex Spreng. - Centaurea obscura Jord. - Centaurea pectinata var. fuscata Rouy | - Centaurea phrygia Lapeyr. ex Willk. & Lange - Centaurea rufescens Nyman - Cyanus niger Gaertn. - Cyanus phrygius - Cyanus plumosus Gilib. - Cyanus pumilus Baumg. - Jacea nemoralis (Jord.) Soják - Jacea nigra (L.) Hill - subsp. aterrima (Hayek) Hayek - Centaurea aterrima Hayek - Jacea aterrima (Hayek) Holub - subsp. carpetana (Boiss. & Reut.) Nyman - Centaurea carpetana Boiss. & Reut. - Jacea carpetana (Boiss. & Reut.) Holub - subsp. rivularis (Brot.) Cout. - Centaurea rivularis Brot. - Jacea rivularis (Brot.) Soják |

## Nombres comunes
- Castellano: aciano negro, cañamones.[6]